# 比利亚尔门特罗德坎波斯
比利亚尔门特罗德坎波斯，是西班牙卡斯蒂利亚-莱昂帕伦西亚省的一个市镇。 总面积8平方公里，总人口15人（2001年），人口密度2人/平方公里。